# Rob Luft

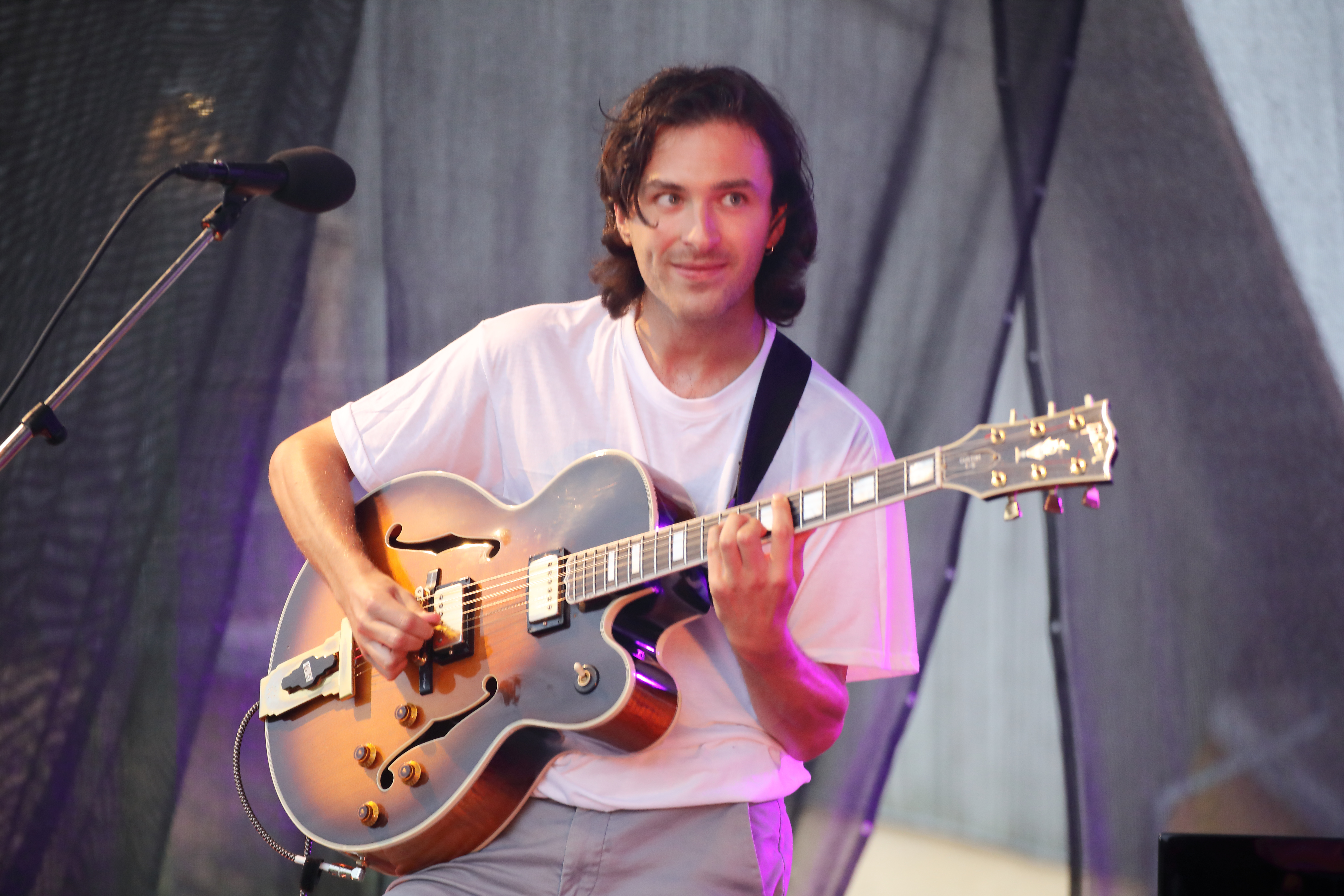
Rob Luft (2020)

Rob Luft (* 27. November 1993 in London) ist ein britischer Jazz- und Fusionmusiker (Gitarre, Komposition).

## Leben und Wirken
Luft war als Schüler Mitglied im National Youth Jazz Orchestra. Er studierte dann an der Royal Academy of Music. Sein Debütalbum Riser wurde 2017 bei Edition Records veröffentlicht und in der Presse sehr positiv herausgestellt. 2020 folgte beim selben Label sein Album Life is the Dancer. Neben seinem eigenen Quintett leitet er ein Duo mit der Sängerin Elina Duni, mit dem er auch international auf Tournee war, und ein Quartett mit Dave O’Higgins (Play Monk & Trane, 2019). Gemeinsam mit seiner Band mit dem Saxophonisten Joe Wright, dem Keyboarder Joe Webb, dem Bassisten Tom McCredie und dem Schlagzeuger Corrie Dick legte er 2020 das Album Life Is the Dancer bei Edition Records vor. Mit diesem Quartett sowie Streichern entstand für dieses Label das Album Dahab Days (2023), dessen Stücke einen Aufenthalt am Roten Meer reflektieren.
Luft ist zudem Mitglied in Byron Wallens Four Corners, Eddie Parkers Airborn und im Quintett von Chris Batchelor und Steve Buckley. 2020 war er (neben Fred Thomas und Matthieu Michel an) Elina Dunis Album Lost Ships (ECM) beteiligt, dem 2023 in derselben Besetzung A Time to Remember folgte.
Luft trat weiterhin mit Django Bates, Iain Ballamy und den Loose Tubes sowie Laura Jurds Dinosaurier, mit Fabia Mantwill und mit Rahel Talts auf. Als Solist ist er auf der Sweet Sister Suite mit Tommy Smiths Scottish National Jazz Orchestra, auf Liane Carrolls Seaside, mit Enzo Zirilli (Zirobop, Ten to Late), Misha Mullov-Abbado (Cross-Platform Interchange), Joy Ellis, Laura Jurd, Dave O’Higgins und mit Ellen Andrea Wang (Closeness) zu hören.

## Preise und Auszeichnungen
2015 erhielt er den Peter Whittingham Award als Teil des Patchwork Jazz Orchestra und des Jazz-Rock-Quartetts Big Bad Wolf. 2016 erhielt er den Kenny Wheeler Prize sowie im selben Jahr den 2. Preis beim Gitarristenwettbewerb des Montreux Jazz Festivals. Im Mai 2019 wurde er als BBC New Generation Jazz Artist 2019–2021 ausgewählt.